# أرض أرنهيم
أرض أرنهيم (بالإنجليزية: Arnhem Land) هي منطقة تاريخية من الإقليم الشمالي لأستراليا. تقع في الزاوية الشمالية الشرقية من الإقليم، وتبعد حوالي 500 كيلومتر (310 ميل) من عاصمة الإقليم داروين.عام 1623 أبحر قائد شركة الهند الشرقية الهولندية ويليم يوستن فان كولستر في خليج كاربنتاريا ،وتم تسمية خليج أرنهيم على اسم سفينته «أرنهيم» ، والتي كانت قد سميت بدورها على اسم مدينة أرنهيم في هولندا.
تغطي أرض أرنهيم مساحة حوالي 97,000 كيلومتر مربع، ويقدر عدد سكانها بـ 16,000 نسمة، منهم 12,000 من السكان الأصليين. مركز الخدمة في المنطقة هي بلدة نهولنباي، بنيت هذه البلدة في أوائل السبعينيات وتقع على بعد 600 كم شرق عاصمة الأقليم داروين.
في الفترة ما بين 2013-2014 ، ساهمت المنطقة بأكملها بنحو 1.3 مليار دولار أو 7 ٪ من الناتج الإجمالي للإقليم الشمالي، وذلك بشكل رئيسي من خلال تعدين البوكسيت. عام 2019 أُعلنت وكالة الفضاء الأمريكية (ناسا) أنها اختارت أرض أرنهيم كموقع لبناء منشأة لإطلاق المركبات الفضائية.